# Unterbeteiligung
Die Unterbeteiligung erfüllt eine ähnliche Funktion wie die stille Gesellschaft, doch bezieht sich die Beteiligung nicht unmittelbar auf ein Unternehmen selbst, sondern auf den Gesellschaftsanteil an einer Hauptgesellschaft, das heißt Vertragspartner des Unterbeteiligten ist nicht die Hauptgesellschaft selbst, sondern ein Gesellschafter der Hauptgesellschaft. Dementsprechend ist der Unterbeteiligte nur an auf den Gesellschafter entfallenden Gewinn bzw. Verlust und nicht am Ergebnis der Gesellschaft selbst beteiligt.
Wie bei der stillen Gesellschaft unterscheidet sich die atypische von der typischen Unterbeteiligung durch die Beteiligung an stillen Reserven und den verstärkten Mitwirkungsrechten des Unterbeteiligten.

## Voraussetzungen und Wirkung
- Beteiligung an der Gesellschafterstellung eines Personen- oder Kapitalgesellschafters
- Grundsätzlich formfrei
- Entfaltet nur interne Wirkung
- Keine Publikation nötig
- Keine Zustimmung der übrigen Gesellschafter der Hauptgesellschaft notwendig

## Steuerliche Behandlung
Bei der steuerlichen Behandlung einer Unterbeteiligung wird danach unterschieden, ob dem Unterbeteiligten bei wirtschaftlicher Betrachtung lediglich eine Gläubigerstellung zusteht oder ob er im Verhältnis zur Hauptgesellschaft als Mitunternehmer anzusehen ist. Die erste Form der Unterbeteiligung wird „typisch“ genannt, die letztere „atypisch“.

### Typische Unterbeteiligung
Der Unterbeteiligte erzielt Einkünfte aus Kapitalvermögen.

### Atypische Unterbeteiligung
Bei der Unterbeteiligung am Anteil an einer Personenhandelsgesellschaft erzielt der Unterbeteiligte Einkünfte aus Gewerbebetrieb. Bei der Unterbeteiligung an einem Anteil an einer Kapitalgesellschaft wird die Einkunftsquelle des Anteilseigners gesplittet. Die Qualifikation der Einkommensart beim Anteilseigner schlägt deshalb auch auf den Unterbeteiligten durch, der damit in der Regel Einkünfte aus Kapitalvermögen bezieht.